# Phyllonorycter turcomanicella
Phyllonorycter turcomanicella är en fjärilsart som först beskrevs av Kuznetzov 1956.  Phyllonorycter turcomanicella ingår i släktet guldmalar, och familjen styltmalar.
Artens utbredningsområde är Turkmenistan. Inga underarter finns listade i Catalogue of Life.